# Корсунское сражение (1648)
Корсунское сражение (Корсунское) или Корсуньская битва (15-16 (25-26) мая 1648) — битва между войсками Речи Посполитой и украинскими казацко-крестьянскими войсками Богдана Хмельницкого и его крымскими союзниками под Корсунем в ходе произошедшего в 1648—1654 годах восстания.

## Предпосылки
Весной 1648 года, перед вспышкой восстания под предводительством Богдана Хмельницкого против местной шляхты и магнатов, казаки вели переговоры с послами коронного гетмана Николая Потоцкого, на которых выдвигали условия: вывести правительственные войска, увеличить количество реестрового казачества, уравнять его в правах до шляхты, позволить Запорожскому войску свободно заключать договора с зарубежными властителями и начать войну против Турции. Официальные представители Речи Посполитой отклонили неприемлемые условия и отправили армию подавить взбунтовавшееся казачество Сечи. Недооценив силы повстанцев, шляхетское войско потерпело первое сокрушительное поражение в битве под Жёлтыми Водами.

## Ход битвы
14 мая 1648 года Хмельницкий направил вперед полк Кривоноса и часть крымцев с приказом задержать противника до прихода основных сил казацко-крымского войска. Вечером этот полк начал действовать за Росью, в тылу Потоцкого. Под Стеблёвом, в миле (немецкая миля - 7,5 км.) на запад от Корсуня, казаки Кривоноса загатили реку Рось, чтобы облегчить доступ к польскому лагерю.
На рассвете 15 мая в район Корсуня подошла основная казацко-крымская армия и переправилась через Рось, сгруппировавшись в Корсуне. Войско Б. Хмельницкого имело свыше 20 тысяч казацкой пехоты (по другим данным — 15 тысяч) и 26 пушек. С ним были также не меньше 20 тысяч крымскотатарской кавалерии (по другим данным — 4000).
Узнав про подход противника, Потоцкий приказал зажечь близлежащие хутора. Огонь быстро перекинулся на Корсунь, спалив целый город, за исключением замка и церкви. Весь день прошёл в разведывательных операциях и перестрелках небольших отрядов.
Поздно вечером 15 мая в штабе М. Потоцкого состоялся военный совет. Среди командования Речи Посполитой однозначного решения найдено не было. Польный гетман Мартын Калиновский и другие опытные военачальники предлагали укрепить лагерь и отбиваться. Но большинство во главе с Миколаем Потоцким, испуганное преувеличенными слухами о численности татарской кавалерии, настаивало на отступлении. Наконец, приняв во внимание превосходство казаков и крымских татар в живой силе, отсутствие помощи и провизии, было решено на рассвете следующего дня отступать на Богуслав.
О намерениях врага Хмельницкий узнал от казака-разведчика Самойла Зарудного, который по его поручению выполнял роль проводника правительственных войск. Чтобы перерезать им пути к отступлению, был послан Корсунский полк во главе с Кривоносом, который утром 16 мая остановился в березовой роще, в урочище Горохова Диброва (вблизи с. Выграив, в 8—10 верстах от Корсуня) с пехотой и 10 пушками. Казаки перекопали путь глубокими рвами, завалили стволами деревьев, а в чаще поставили пушки.
На рассвете 16 мая, под защитой лагеря из возов, войско Речи Посполитой двинулось из-под Корсуня по Богуславской дороге. Казаки и крымцы пропустили его, однако сопровождая, давили с флангов и тыла. Несколько раз поднималась перестрелка. В полдень правительственные войска, понеся ощутимые потери, вошли в балку, густо заросшую лесом и кустарником. Там командиры правительственных войск надеялись уменьшить преимущество крымско-татарской кавалерии и уберечь себя от стрел и пуль.
Преодолевая препятствия и овраги под постоянным обстрелом казаков и крымских татар, силы Речи Посполитой приблизились к холмам, между которыми проходила широкая (около 3,5 км.) и глубокая балка. Зажатое слева болотом, а справа кручами, шляхетское войско наткнулось на перекоп и завалы на пути и вынуждено было остановиться. Склон балки был таким крутым, что во время попыток обойти препятствие телеги переворачивались. Лагерь потерял порядок. Развернуть к бою артиллерию не удавалось, потому что телеги застряли в грязи. Теснота не позволила стать к бою кавалерийским хоругвям тыловой части. В этот момент казаки Кривоноса, которые засели в предварительно выкопанных шанцах, ударили спереди и с флангов. Внезапный огонь пушек и самопалов повлек панику во вражеском войске. С тыла противника атаковали казаки самого Хмельницкого и крымцы Тугай-бея. За четыре часа армия Речи Посполитой была разгромлена.
Сражение завершилось примерно во втором-третьем часу дня. Большая часть солдат противника погибла. В плен попали 80 знатных вельмож, вместе с обоими коронными гетманами Потоцким и Калиновским, 127 офицеров, 8520 жолнеров. Казаки захватили обоз, 41 пушку, много огнестрельного и холодного оружия, военные припасы. Крымская конница преследовала беглецов свыше 30 км. Из всего войска от плена и гибели спаслось только 1,5 тысяч человек.
Вскоре Богдан Хмельницкий со всем войском, двигаясь вверх по реке Рось, подошёл к Белой Церкви. Отпраздновав победу и укрепив город, он отпустил полки на отдых, а сам переехал в Чигирин.

## Последствия
В результате побед под Жёлтыми Водами и Корсунем была уничтожена правительственная армия Речи Посполитой на землях нынешней Украины. За 6 дней до Корсунского сражения умер король Владислав IV, покровитель казаков и вдохновитель сопротивления шляхте, которая мешала осуществлению его планов по войне с Османской империей. Государство вдруг потеряло монарха и контроль над Украиной. Создались условия для роста казацкого восстания.
Начали загораться крестьянские бунты, участники которых присоединялись к восставшим отрядам Хмельницкого. Из-за страха перед казацко-крымской армией члены городских администраций Киевского и Брацлавского воеводств эвакуировались в Литву. Безвластие развязало руки недовольным крестьянам, мещанам и городским казакам, которые принялись нападать на имения знати и усадьбы зажиточных горожан, вырезая шляхту, духовенство и еврейское население. До прибытия Хмельницкого в Киев разгневанное простонародье грабило и жгло не только католические, но и православные монастыри. Шляхтичей вырезали, невзирая на веру и происхождение. Спасались лишь те, которые были схвачены непосредственно казаками Хмельницкого и переходили на сторону восставших.
Казаки набирали силу и угрожали продвижению в сторону Варшавы, что могло иметь самые серьёзные последствия для всей Речи Посполитой. В польских политических кругах началась паника и появились как желающие продолжать войну более активно, так и желающие вступить в мирные переговоры с Хмельницким.